# 天主教莫萊貝教區
天主教莫萊貝教區（拉丁語：Dioecesis Molegbensis）是剛果民主共和國一個羅馬天主教教區，屬姆班達卡-比科羅總教區。

## 現況
教區位於赤道省北部，1997年有教友1,879,566人，佔轄區總人口50.0%。教區下轄廿二個堂區，有六十一名司鐸。現任教區主教為道明·布拉馬塔里。

## 歷史
1911年4月7日成立比屬烏班吉宗座監牧區。1935年1月28日升為宗座代牧區。1959年11月10日升為教區並易名至今。